# Son Company
Son Company són unes cases i indret de Santa Maria del Camí situades entre Son Montserrat, la carretera de Bunyola (antic Camí de Sóller) i la carretera Santa Maria-Alaró o camí de Can Franco.
Aquests terrenys són una segregació de la Cavalleria. La documentació antiga el qualifica de rafal i està documentat des del 1573. El seu espai va ser xapat amb la construcció del ferrocarril a partir de 1875 i, amb posterioritat, les terres compreses entre les vies i la carretera de Bunyola es varen parcel·lar i urbanitzar. En l'actualitat en romanen les cases i les terres agràries mantenen ametlerars residuals o inclouen edificacions d'intenció residencial en un espai de poblament disseminat propi de Fora Vila de Santa Maria del Camí.